# Peleteria pygmaea
Peleteria pygmaea là một loài ruồi trong họ Tachinidae.